# Cistatina C
La cistatina C o cistatina 3 è una proteina codificata dal gene CST3, normalmente presente in forma omodimerica. Appartiene alla seconda delle tre famiglie comprese tra le cistatine, inibitori delle cistein proteasi.

## Uso diagnostico
Recentemente è stato introdotto il suo impiego come marker per la valutazione dell'ultrafiltrazione glomerulare, quindi della funzione renale: alcune caratteristiche della cistatina C, come l'indipendenza dalla massa muscolare del soggetto e la sua presenza in tutti i tessuti, la renderebbero più idonea a tale scopo rispetto alla creatinina, attualmente utilizzata a scopi diagnostici nel medesimo campo. Il suo valore plasmatico fisiologico è compreso tra 0,65 e 0,9 mg/L, ed è uguale in bambini, anziani, donne e uomini, pertanto tale parametro non deve essere corretto in rapporto a superficie corporea ed età, come accade invece per la creatinina.

## Vantaggi rispetto alla creatinina
Tale molecola presenta vari vantaggi rispetto alla creatinina nella stima del filtrato glomerulare:
- livelli sierici indipendenti dalla massa muscolare del soggetto, come già accennato;
- non c'è interferenza della secrezione tubulare in caso di insufficienza renale (per la creatinina ciò accade perché parte della sostanza viene secreta dal tubulo renale nelle urine): la cistatina, invece, dopo la filtrazione glomerulare viene riassorbita pressoché totalmente dal tubulo convoluto prossimale;
- maggior sensibilità della creatininemia (sensibilità del 93% rispetto all'87%) nel riconoscere pazienti che hanno riduzione del filtrato glomerulare: infatti i valori di creatininemia spesso non si alzano sopra gli 1,6-1,7 mg/dl fino a che il GFR (o VFG) non scende al di sotto dei 60-40 ml/min (v.n. 120 nell'uomo e 105-110 nella donna), mentre quelli di cistatina cominciano a modificarsi già verso gli 88 ml/min.

## Svantaggi rispetto alla creatinina
L'uso della cistatina C comporta anche alcuni svantaggi rispetto alla creatinina:
- metodologia costosa: dosare la creatinina non costa molto, mentre la cistatina C richiede un metodo immunonefelometrico, molto più dispendioso;
- indisponibilità in molti laboratori: non tutte le strutture hanno già inserito la cistatina C tra i protocolli di valutazione della funzionalità renale.

Nella stima del filtrato glomerulare, per valutare la presenza e lo stadio della malattia renale cronica, la cistatina C dovrebbe essere richiesta quando sussistano dubbi dopo aver applicato la formula di Cockroft-Gault o la MDRD.